# Skonaren Ingo
Ingo är en kulturminnesmärkt tremastad slättoppad skonare, ursprungligen från Sjötorp, men idag med Göteborg som hemmahamn. Hon är byggd 1922 och är en av de skutor som finns kvar och som för skutseglingstraditionen vidare på Västkusten. Sedan 1983 drivs Ingo av den ideella föreningen Skonaren Ingos Vänner.

## Historia

### 1920-talet
Gustav Groth, ägare till Sjötorps varv i Sjötorp, byggde en tremastad skonare för egen räkning för att sysselsätta varvsarbetarna under den stora depressionen i början av 1920-talet.  Hon byggs av ek och furu och fick en 1-cylindrig Bolindermotor på 32 hk för hamnangöring och stiltje och hade en lastkapacitet på 320 ton sten. Skutan kostade då 27 000 kronor att bygga. Nybygget fick namnet Ingo efter svågern Ingo Busck. Ingo sysselsattes i fraktfart mellan Vänern och danska och tyska hamnar. År 1929 såldes hon till ett partrederi i Öregrund för 35 000 kronor. Huvudredare var Oskar Fr Leufstadius. Skeppare ombord var Lasse Larsson, ”Lasse på Möbeln”. Under detta rederi seglade Ingo i Östersjön med olika laster.

### 1930-talet
Under 1930-talet fortsatte hon i samma anda som under 1920. Motorn byttes ut till en ny 2-cylindrig June Munktell på 80 hk och hon fick en ny rigg då den gamla hade tjänat ut.

### 1940-talet

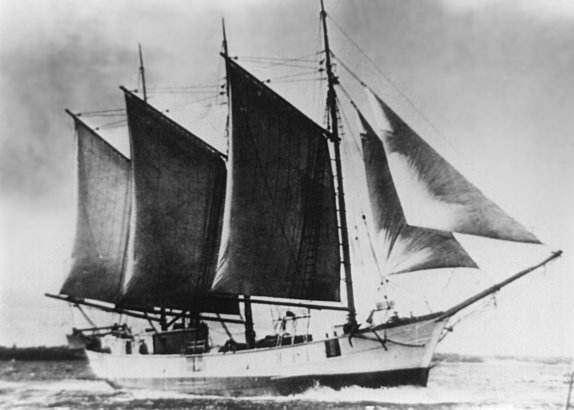
Krigsåren.

År 1945 såldes hon till Sven Mattson och Karl Johansson som betalade 75 000 kr. Ingo fick nu Slite på Gotland som hemmahamn. Hon lastade då cement, kol, koks, brädor och massaved. Mellan 1947 och 1949 skedde en del ombyggnader, fartyget fick en styrhytt, större lastluckor och en ny motor. Återigen en June-Munktell, nu på 175 hk.

### 1950-talet

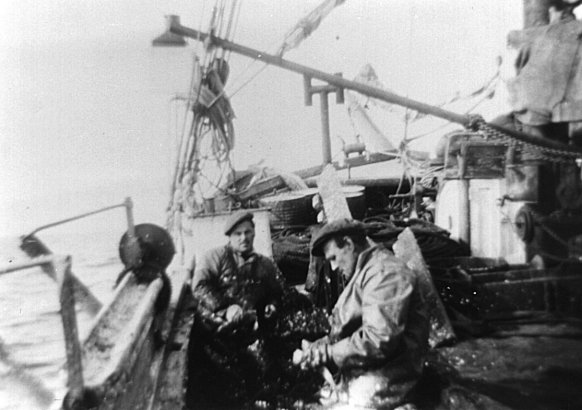
Islandsfiske 1951.

År 1951 såldes hon till Rune Johansson och bröderna Holger, Rune och Bertil Ivarsson på Klädesholmen. På grund av ombyggnaderna var priset nu uppe i 115 000 kronor. Ingo gick nu med last mellan Sverige och Tyskland och deltog även i Islandsfisket under sommaren. Fisket var den största inkomstkällan. Nästa ägare var bröderna Erik och Gustav Andersson i Mollösund, som betalade 83 000 kronor för Ingo. Ingo blev då svartmålad och stormasten försvann i slutet av 1950-talet.

### 1960-talet
År 1966 såldes hon till Arne Durk från Kållandsö. Salpeter från Heröya till Vänern och kaffe i säckar från Göteborg till Karlstad var vanliga laster under denna period. I mars 1969 såldes hon till skeppsmäklaren Henry Johansson i Sjötorp för 40 000 kronor. Han sålde henne vidare till bröderna Hans och Arne Karlsson i Västervik för 35 000 kronor. Dessa var de sista som bedrev aktiv fraktfart med Ingo. Hon gick då mycket med spannmål, men även andra typer av laster för att få ekonomi i det hela. Hon kallades då "den sista av sin ätt".

### 1970-talet
År 1976 gav bröderna Karlsson upp. Det gick inte ekonomiskt att bedriva fraktfart längre. Eftersom det nu fanns många utländska intressenter som ville köpa Ingo fanns det en stor risk att hon skulle försvinna utomlands. Detta fick direktör Åke Järn hos Albrechtsson och Hasse AB höra talas om. Han fick sitt företag att betala 80 000 kronor för Ingo som räddades kvar i Sverige.

### 1980-talet
År 1980 skänktes Ingo som gåva till företagets personalstiftelse och låg under renovering i Göteborgs hamn. År 1983 bildas den ideella föreningen "Skonaren Ingos vänner". Föreningen tog över ansvar och skötsel av fartyget. År 1985 upphörde personalstiftelsen och Ingo överläts till en ny stiftelse som hette "Stiftelsen för Skonaren Ingo". Föreningen Skonaren Ingos Vänner sköter om Ingo genom avtal med stiftelsen. Föreningen har arbetat för att Ingo skall bli klassad som passagerarfartyg och få certifikat. I slutet på 1980-talet blev Ingo åter vitmålad.

### 1990-talet

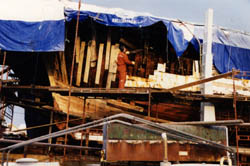
Renovering på Hälsö 1995–1996.

Från 1995 till 1996 låg Ingo på Hälsö och Öckerö för byte av bland annat stäv och bordläggning. Även en del spant byttes ut tillsammans med däckstöttor, skarndäck samt ny brädgång. Detta var den (dittills) största enskilda investeringen som gjorts på Ingo i föreningens regi. År 1997 fyllde Ingo 75 år, vilket firades med bland annat jubileumsresa upp till Sjötorp. Detta år genomförde föreningen också en seglarskola i helt egen regi.

### 2000-talet
Under vintern 2001 till 2002 utfördes omfattande reparationsarbeten på Strandby varv i Danmark. Denna gång byttes stora delar av akterskeppet, bland annat brädgången inklusive stöttor, spanttoppar, bordläggning samt däck. Kostnaden överskred med råge den förra stora investeringen 1995–1996. År 2002 fyllde Ingo 80 år, vilket firades med en jubileumsresa upp till Vänern och Sjötorp i juli–augusti. År 2003 utfördes omfattande underhållsarbete vid Saeby Verft i Fredrikshamn i Danmark. Hela botten spikades och drevades om. År 2004 i augusti gick årets stora medlemssegling till Shetland med besök i Lerwick, på Fair Isle och Orkney. År 2007 deltog Ingo för första gången i The Tall Ships' Races genom deltagande i etappen från Stockholm till Szczecin.

### 2010-talet
År 2011 deltog Ingo för andra gången i Tall Ships Races, denna gång i etappen från Stavanger till Halmstad. Under senhösten samma år låg Ingo på Hälleviksstrands varv för byte av 37 löpmeter bordläggning på babords sida.
År 2012 fyllde Ingo 90 år och detta firades genom en jubileumssegling upp till Sjötorp. Den 1 oktober gick Ingo upp på slipen på Hälleviksstrands varv och låg  där vintern 2012–2013 för byte av spant, spanttoppar, garnering och del av bordläggning på babords sida. I och med denna renovering var större delen av Ingos skrov nu renoverat i föreningens regi.
I mitten av april 2013 lämnade Ingo Hälleviksstrands varv och en månad senare är hon seglingsklar igen. På senhösten firade föreningen att den fyllde 30 år. 

## Föreningen
Föreningen tog sin början år 1983 och har sen dess varit en ideell förening kallad Skonaren Ingos vänner. Det är denna förening som driver Ingo genom avtal med Stiftelsen för Skonaren Ingo. Under vinterhalvåret ligger hon still vid kaj eller dockad på varv och då underhåller medlemmarna henne.
Under somrarna har Ingo full verksamhet till havs. Hon seglar medlemsseglingar och ungdomsseglingar och kan då även medverka i tävlingar som The Tall Ships' Races, Nordisk seglats och Oktoberracet. Utöver medlemsseglingarna seglas charter för privatpersoner, skolor, företag och evenemang.

## Övrigt

### Egen gata
Kring Sannegårdshamnen i Göteborg växte det upp en helt ny bostadsstadsdel med många nya gator åren efter 2000. 
Göteborgs Stads namnberedning valde att ge gatorna namn efter fraktbåtar som trafikerat eller legat i Sannegårdshamnen. Skonaren Ingo är ett av de skepp som fick gata uppkallad efter sig 2003.

## Bilder

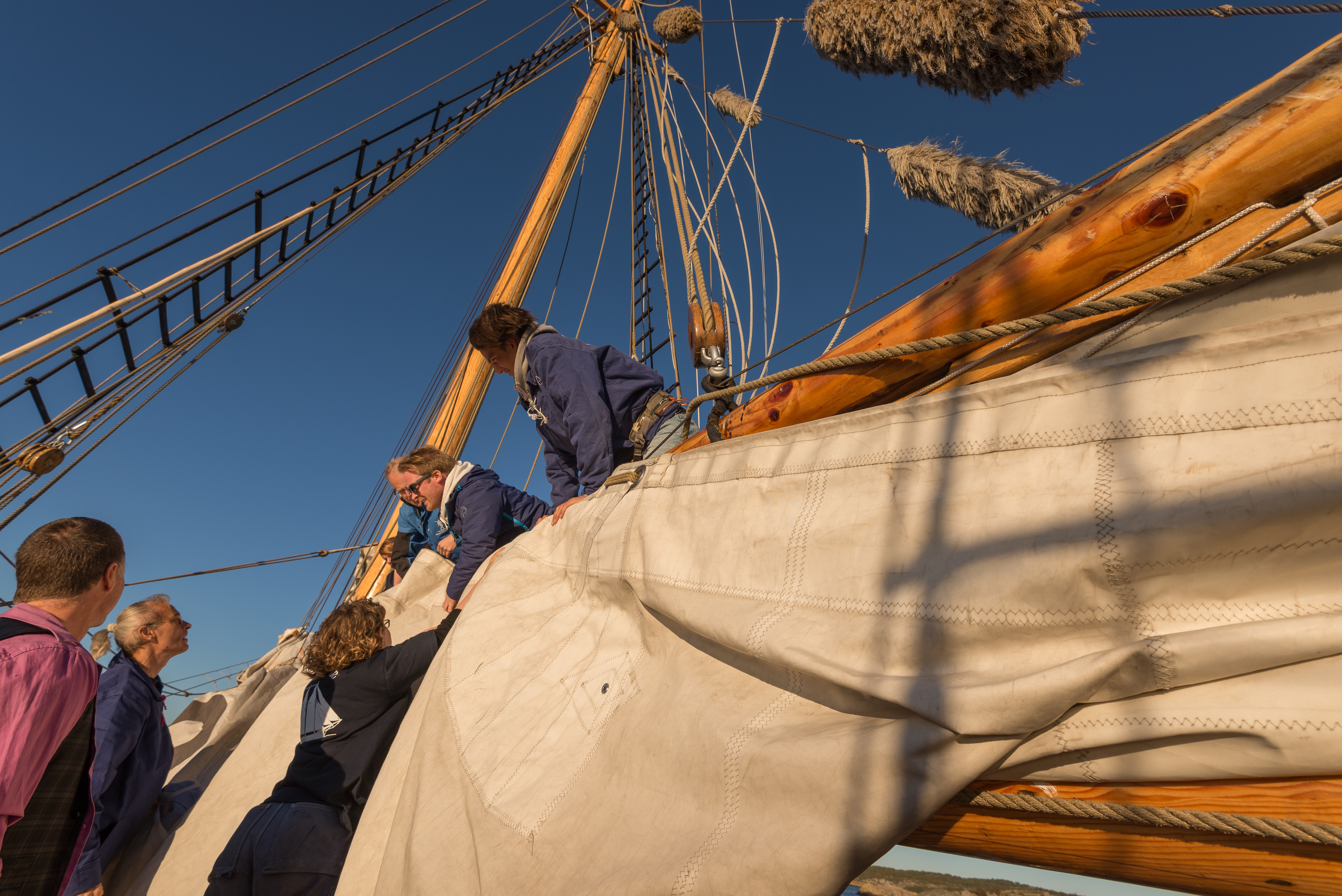
Nedtagning av segel.
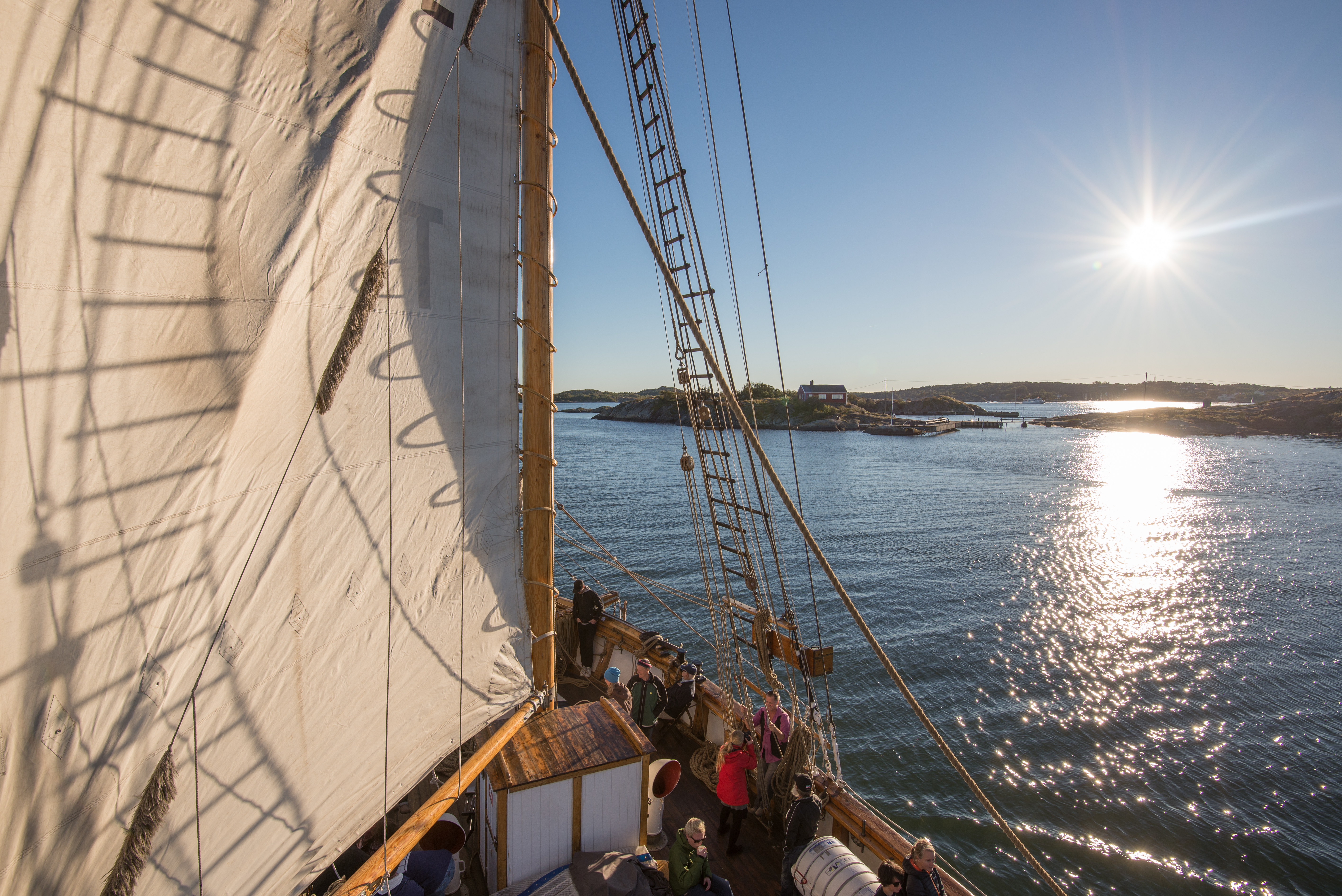
Ingo i Göteborgs södra skärgård.
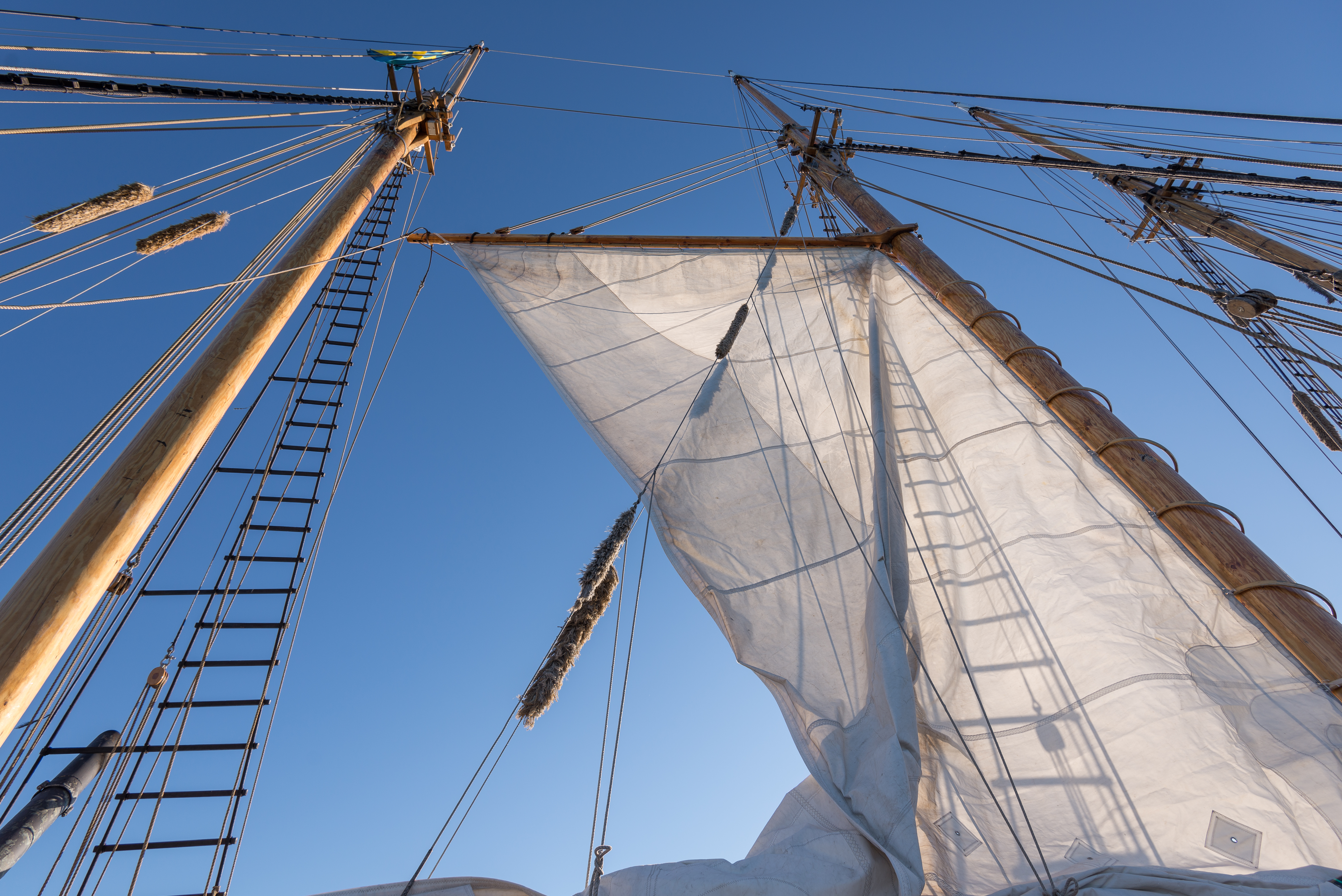
Hissning av segel.
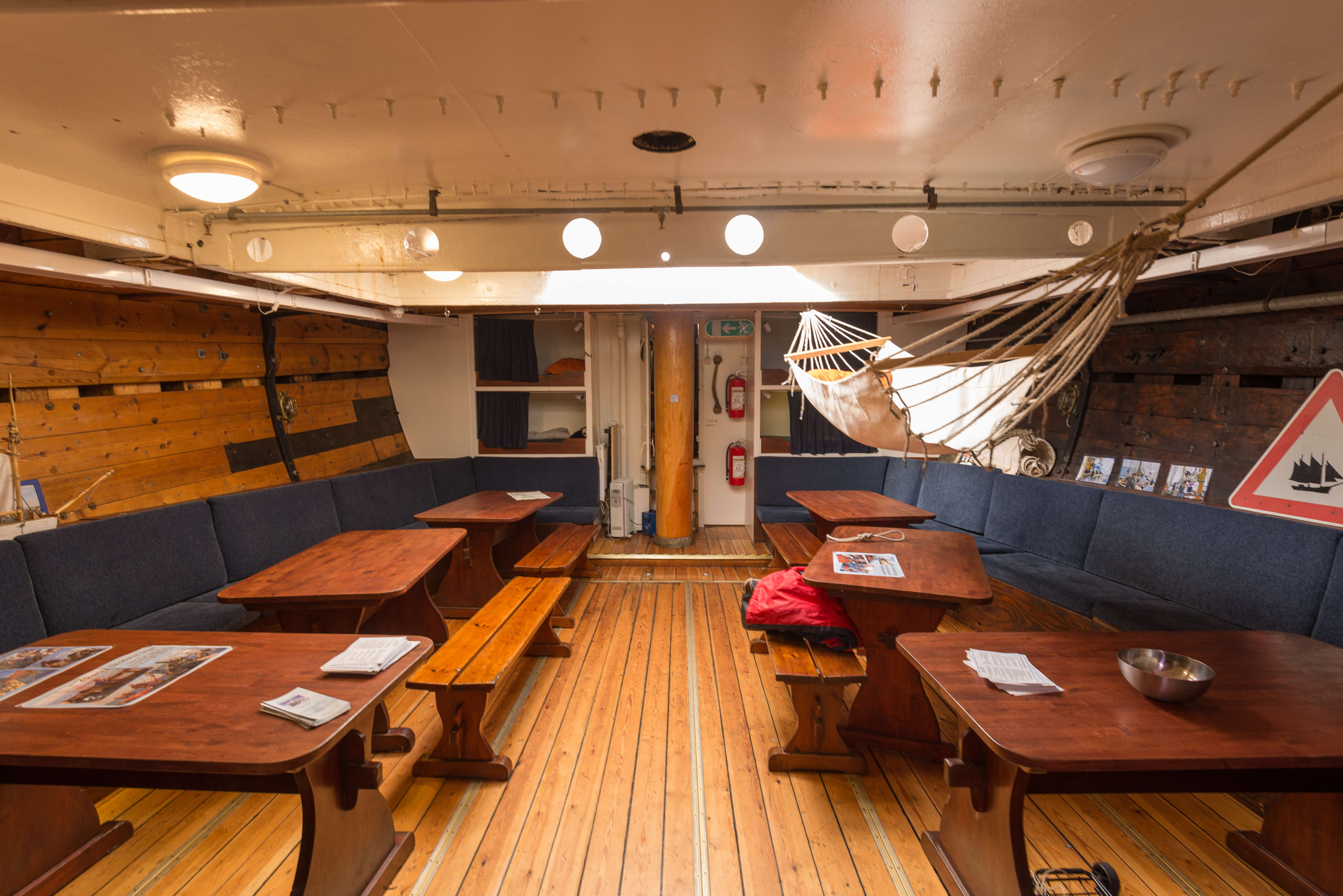
Interiör.